# بحيرة يوفس
بحيرة يوفس هي بحيرة مالحة تقع في منغوليا وجزء صغير من روسيا.تعد هي أكبر بحيرة في منغوليا من حيث المساحة.